# 広沢菊春
広沢 菊春（ひろさわ きくはる）は、浪曲の名跡。

## 初代
広沢 菊春（1884年3月24日 - 1948年8月27日）本名は、佐々木善三郎。
初代広沢虎吉の流れを汲む初代広沢菊路の門下。
京都生まれで、幼少の頃より音曲を好み、徴兵除隊後、1910年24歳の冬広沢国丸の周旋にて初代広沢菊路に入門。節は初代京山小円の長所をとり、会話は師の呼吸を学んだ。
1911年真打ちとなり、独立し座長となり、関西で宮川松安と共に人気者となる。
二代目吉田奈良丸の後を追って劇場を立ち回り、北海道巡業から帰阪し、道頓堀弁天座に於いて8日間大入り満員。
神戸相生座に出演中、伏見宮、出羽重遠の御前講演の栄を賜る。
中国、満鮮まで巡業。
1917年大阪で初めて渡米した浪曲人である。浅草国技館では10日間東家楽遊と割看板で興行するほど活躍。佐倉義民伝、一休、義士伝が得意であった。
鳥取県米子市で死去。行年65歳。墓所は、京都市北区の光念寺　法号　明岸善達禅定門位
妻は曲師の広沢小富、実の子に2代目菊春、天龍三郎がいる。

## 2代目
二代目広沢 菊春（1914年3月10日 - 1964年4月15日）大阪府出身。本名∶佐々木 勇。落語浪曲で売った鬼才。浪曲協会には所属せず、落語芸術協会所属。出囃子は「小鍛冶」。
初代の息子。実弟に天龍三郎がいる。15歳で「フラフラ節」で有名だった岡本玉治に入門。17歳で上京し三代目早川燕平の門下になる。帰阪し父の門下になり広沢小菊春、さらに梅中軒鶯童の門下で現童を経て二代目廣澤菊春を襲名。その後本格的に東京で活動を始める。吉本興業に所属。
従来の浪曲とは一線を画す舞台を展開。出囃子に乗って座布団の上に正座し浪曲を落語風にアレンジしたり落語を浪曲風にアレンジしたり等新しいことに挑戦した。他にも新作浪曲にも手掛けている。筆名は池上勇。咽頭ガンのため夭折。
得意演目には「左甚五郎」「佐々木小次郎」「姿三四郎」等。

### 弟子
- 澤孝子（浪曲）
- 藤本春駒（民謡）
- 津田耕治（1953年 - 2023年4月30日[1]、愛知県出身）（歌手）